# Silbervogel
Il Silbervogel, che tradotto dal tedesco vuol dire letteralmente Uccello d'argento, era il progetto per un bombardiere sub-orbitale alimentato a razzo ideato da Eugen Sänger e Irene Bredt nei tardi anni trenta. Viene a volte indicato come Amerika Bomber, anche se era solo uno dei molti successivi progetti ideati per quello scopo.
Quando Walter Dornberger cercò di creare interesse per uno spazioplano militare negli Stati Uniti dopo la seconda guerra mondiale usò il termine più diplomatico di Bombardiere antipodale.

## Storia

### Sviluppo
Il progetto era molto innovativo in quanto incorporava la nuova tecnologia del motore a razzo ed il principio fisico del corpo portante, anticipando il futuro sviluppo di spazioplani come lo X-20 Dyna-Soar degli anni sessanta e lo Space Shuttle degli anni settanta. Alla fine fu considerato troppo complesso e costoso da produrre. Il progetto non andò mai oltre il test del modellino nella galleria del vento.
Il Silbervogel era progettato per raggiungere lunghissime distanze grazie a una serie di corti rimbalzi (concetto che poi si è sviluppato nell'attuale Skip reentry). L'aereo avrebbe iniziato la missione su una rotaia lunga circa 3 km spinto da una slitta alimentata da 12 razzi dotati dello stesso motore dei V2, fino a raggiungere una velocità di circa 1900 km/h; a quella velocità le ali lo avrebbero fatto decollare. Una volta in aria si sarebbe alzato con un'angolazione di 30° fino a raggiungere l'altitudine di 1.50 km, a una velocità di 1850 km/h (1149 miglia orarie). A quel punto avrebbe usato il proprio motore, per continuare così a salire ad un'altitudine di 145 km (90 miglia) a cui avrebbe raggiunto una velocità di circa 22 100 km/h (13 800 miglia orarie). Quindi l'aereo sarebbe disceso nella stratosfera fino ad un'altitudine di 40 km, dove l'aumento della densità dell'aria avrebbe generato una portanza sulla pancia piatta dell'aereo che gli avrebbe permesso di riprendere nuovamente quota e ripetere il processo. A causa della resistenza fluidodinamica, ogni balzo sarebbe risultato più basso del precedente, ma secondo i calcoli il Silbervogel sarebbe stato in grado di attraversare l'oceano Atlantico con una bomba da quasi 4 000 kg e raggiungere l'interno degli Stati Uniti.
Benché i tedeschi non disponessero di bombe nucleari, avrebbero equipaggiato il bombardiere con una bomba radioattiva; una volta raggiunta la città o l'obiettivo designato, il bombardiere avrebbe sganciato la bomba, che sarebbe caduta libera fino ad un'altitudine di circa 300 m, dove sarebbe esplosa liberando della silice radioattiva, che cadendo come neve avrebbe provocato intossicazione e morte.
L'aereo avrebbe poi continuato a volare verso un sito d'atterraggio nell'oceano Pacifico sotto il controllo del Giappone, un viaggio totale che poteva variare dai 19 000 ai 24 000 km (12 000-15 000 miglia).
Secondo analisi condotte nel dopoguerra, il calore sviluppato dall'attrito contro l'atmosfera durante la fase di rientro avrebbe innalzato la temperatura del Silbervogel ben al di sopra del valore calcolato da Sänger e Bredt, superando il limite di resistenza termica dei materiali con cui era costruito il velivolo, comportando di conseguenza la sua distruzione. Il problema è stato affrontato e risolto nei moderni shuttle con il ricorso agli scudi termici.

### Periodo postbellico
Dopo la fine della guerra, Sänger e Bredt lavorarono per il governo francese e nel 1949 fondarono la Fédération Astronautique. Mentre era in Francia, Sänger fu soggetto ad un maldestro tentativo di convincimento da parte degli agenti sovietici per passare dalla loro parte.
Stalin era infatti interessato ai rapporti del progetto sul Silbervogel ed incaricò il figlio, Vasilij, e lo scienziato Grigori Tokati di rapire Sänger e Bredt e portarli in Unione Sovietica.
Quando il piano fallì, venne istituito nel 1946 un nuovo ufficio di progettazione, un OKB, diretto da Mstislav Vsevolodovič Keldyš per portare avanti gli studi su questa idea. Venne sviluppata una nuova versione che usava come sistema di propulsione gli statoreattori invece del motore a razzo, conosciuta come bombardiere Keldysh, ma non arrivò mai alla produzione. Tuttavia, nei primi anni sessanta, l'esperienza acquisita servì come base di partenza per un gran numero di nuovi progetti atti alla realizzazione di missili da crociera, anche se però nessuno di essi è entrato in produzione.
Negli Stati Uniti, il progetto diede luogo alla creazione del X-20 Dyna-Soar, uno sviluppo diretto del Silbervogel, che sarebbe stato lanciato da un razzo Titan II. Ma la NASA cambiò i suoi piani dell'andare nello spazio con equipaggio a quello di mandare in orbita satelliti da ricognizione che erano in grado di operare qualunque missione, la Air Force statunitense quindi ritirò gradualmente i voli spaziali con equipaggio, ed il Dyna-Soar venne cancellato.
L'ultima eredità del progetto del Silbervogel è il "motore generativo", in cui il combustibile o l'ossidante viene fatto circolare in tubi attorno agli ugelli del motore per raffreddare gli scarichi e pressurizzare il carburante. Quasi tutti i razzi moderni usano questa tecnica, e alcune fonti fanno ancora riferimento ad essa come progetto Sänger-Bredt.